# 2019 في الكويت
أحداث 2019 في الكويت.

## المناصب
- أمير الدولة: صباح الأحمد الجابر الصباح
- ولي العهد: نواف الأحمد الجابر الصباح
- رئيس الوزراء: جابر مبارك الحمد الصباح

## وفيات
- 13 يناير - عبد المجيد قاسم، ممثل.
- 17 يناير - حمد ناصر، ممثل.
- 10 أغسطس - حمود ناصر، مغني.
- 7 سبتمبر - مشاري العصيمي، نائب سابق.
- 19 نوفمبر - ناصر محمد الساير، رجل أعمال.
- 28 نوفمبر - عبد الرزاق خلف، ممثل.
- 4 ديسمبر - عبد المحسن الفارس، مدرب كرة القدم.